# Ekoredaktionen
Ekoredaktionen, ibland kallad "Ekot", är Sveriges Radios nationella nyhetsredaktion.

## Produktion
Redaktionen producerar och sänder nyhetsprogram under samlingsnamnet "Ekonyheter":
- Ekot, korta nyhetssammanfattningar ofta varje hel timme
- Morgonekot
- Lunchekot
- Dagens eko kvart i fem (även kallat "Kvart-i-fem-Ekot" och "Dagens eko")
- Kvällsekot

Redaktionen producerar även ekonomi- och intervjuprogram, fördjupande program samt renodlade poddar:
- Ekonomiekot
- Ekonomiekot lördag
- Studio Ett
- P1-morgon
- Godmorgon, världen!
- Konflikt
- Ekots lördagsintervju
- Radiokorrespondenterna
- USApodden
- Det politiska spelet
- Europapodden

## Nyhetssändningar
Ekoredaktionen producerar längre och kortare nyhetssändningar som sänds i P1 och P4 varje hel timme. 05.30-08.30 samt 12.30 sänds extra nyhetssändningar i P1. Ekot 12.30 Lunchekot avslutades tidigare med en tidningskrönika, där inlägg från valda dagstidningars ledarsidor refererades. Det femton minuter långa Dagens eko kvart i fem är dagens viktigaste sändning och har omkring två miljoner lyssnare. Även 17.45 (under några år också 15.45) sänds ett kvartslångt program. I P4 sänds Dagens eko kvart i fem, samt korta nyheter vid hela timmar och lokala nyhetssändningar vid halvtimmarna. I januari 2007 slutade P3 att sända Ekots sändningar dagtid. Dessa ersattes av P3 Nyheter. Vid några tillfällen sänder Ekot däremot i P2.

## Kritik
Thomas Nordegren har i sitt program Nordegren & Epstein öppet kritiserat Ekoredaktionens program Ekonyheterna och Studio Ett för att nästan aldrig rätta felaktigheter i sina program.

## Chefer
- Anders Wilhelmson (1969-77)[3]
- Christina Jutterström (1977–1981)
- Roland Hjelte (1981–1983)[4]
- Ove Joanson (1984)
- Björn Elmbrant (1984–1987)[5]
- Erik Fichtelius (1987–1993)
- Olle Stenholm (1993–1994)
- Lisa Söderberg (1994–1996)
- Lars Runesson (1996–1999)
- Kerstin Brunnberg (1999–2000)
- Staffan Sonning (2000–2006)
- Cilla Benkö (2006–2007)
- Staffan Sillén (2007–2011)
- Christina Gustafsson (2011, tf)
- Anne Lagercrantz (2011–2015)
- Olle Zachrison (2016-2019)[6]
- Klas Wolf-Watz (2020-)